# Brendan Casey
Brendan Casey (11 de diciembre de 1996) es un deportista estadounidense que compite en natación, en la modalidad de aguas abiertas. Ganó una medalla de plata en el Campeonato Mundial de Natación de 2017, en la prueba de equipo mixto.

## Palmarés internacional
| Campeonato Mundial | Campeonato Mundial | Campeonato Mundial | Campeonato Mundial |
| Año                | Lugar              | Medalla            | Prueba             |
| ------------------ | ------------------ | ------------------ | ------------------ |
| 2017               | Budapest (Hungría) | Medalla de plata   | Equipo mixto       |